# Ludwig Moser
Ludwig Löwi Moser (18. června 1833 Karlovy Vary – 27. září 1916 Karlovy Vary) byl rytec skla, podnikatel a zakladatel sklárny Moser.

## Mládí
Narodil se v Karlových Varech (Karlsbadu) jako prvorozený syn v rodině Lazara Mosera (1807–1882) a jeho manželky Henrietty (1808–1886), rozené Becherové. Rodina byla židovského vyznání a jeho otec provozoval v domě Zlatá váha v Karlových Varech známou židovskou rituální jídelnu. Ludwig v Karlových Varech absolvoval základní školu, poté absolvoval čtyři třídy reálky u piaristů ve Vídni. Po návratu v roce 1847 pokračoval ve studiu v Lokti. Zde z finančních důvodů studia přerušil a vyučil se rytcem skla u Andrease Mattoniho. Také se učil kresbu u malíře Ernsta Antona.. Roku 1855 se vrátil do Karlových Varů, a začal samostatně pracovat jako rytec skla. Na zakoupené sklo na pití (lázeňské pohárky a jiné sklenice) na kolonádě ryl monogramy, erby, nápisy a ornamenty.

## Společenský život
Ludwig se aktivně zapojil do společenského a náboženského života, zejména židovské náboženské obce, která vznikla v Karlových Varech v roce 1868  a Moser se stal jejím představeným. Toto vysoké a zodpovědné postavení zastával až do konce svého života. Vybudoval synagogu v Parkové ulici a podílel se na zřízení izraelitského hospice císaře Františka Josefa I..

## Společnost Moser
V roce 1857 založil firmu Moser, nejprve jako malou ryteckou dílnu a obchod se sklem. Sklo odebíral od čtyř jihočeských a severočeských firem. Nedostatek surového skla ho vedl k založení vlastní sklárny v obci Meierhöfen (nyní Dvory (Karlovy Vary)) 3 kilometry od Karlových Varů. Již v roce 1873 podnik natolik prosperoval, že získal privilegia dvorního dodavatele skla pro dvůr císaře Františka Josefa I. a otevřel obchodní zastoupení v New Yorku, Londýně, Paříži a Petrohradu. Jeho firma se z počátku věnovala kromě výroby skla i výrobě zrcadel, ale koncem 70. let 19. století byla zrcadla stále méně atraktivním artiklem a tak se věnoval prodeji nápojového a dekorativního skla. Od roku 1880 se věnoval výrobě a prodeji všech druhů křišťálového skla a skleněného zboží, hlavně stolních souborů z jemného mušelínu a broušeného křišťálu. Po úspěchu na Světové výstavě ve Vídni se účastnil mnoha mezinárodních a světových výstav v Evropě i v zámoří. V roce 1889 byl uznán jako zasedající člen jury na Světové výstavě v Paříži. Surové sklo odebíral z Harrachovské sklárny v Novém Světě v Krkonoších a také ze skláren na Šumavě, ale tato vzdálenost činila jeho společnosti neustálé problémy s nedostatkem surového skla a tak uvažoval o stavbě vlastní hutě. K její stavbě přistoupil až roku 1892, kdy se mu po dlouhých průtazích podařilo získat svolení od karlovarské městské rady.

## Rodina
Byl dvakrát ženat. S první manželkou Lotti (1836–1869), rozenou Benedikt, měl šest dětí. S druhou manželkou Julií, rozenou Meyer, měl další čtyři syny.
Po jeho smrti se vedení firmy ujal jeho synové Gustav Moser-Millot, Karl Moser, Friedrich Moser, Leo Moser a Richard Moser. Firma s koncem první světové války stále musela čelit větším hospodářským těžkostem. Ve světě se zhoršovaly možností prodeje uměleckořemeslně zpracovaného skla a přibývala cizí konkurence, zejména francouzské a skandinávské produkce. Potomci Ludwiga Mosera dnes žijí ve Spojených státech amerických, v Česku a v Brazílii.